# Sprachentwicklungsverzögerung
Unter einer Sprachentwicklungsverzögerung (SEV) versteht man die zeitliche Abweichung des Spracherwerbs um mindestens 6 Monate bei einem Kleinkind bis zum Alter von 36 Monaten. Ab einem Alter von > 36 Monaten spricht man von einer Sprachentwicklungsstörung.

## Diagnostik und Therapie
siehe Sprachentwicklungsstörung und spezifische Sprachentwicklungsstörung